# Andrea Motis
Andrea Motis (Barcelona, 9 mei 1995) is een zangeres en trompettiste. Zij speelt voornamelijk jazz.

## Biografie
Vanaf haar zevende werd Andrea muzikaal onderwezen op de Escola Municipal de Música de Sant Andreu op instrumenten als de trompet en later de saxofoon. In 2007 startte zij een samenwerking met de jazzband Sant Andreu Jazz Band onder leiding van dirigent en muziekleraar Joan Chamorro. Samen met onder andere Joan Chamorro heeft zij een aantal albums uitgebracht.

## Discografie
1. Joan Chamorro presenta Andrea Motis (Temps Record, 2010)[1]
2. Feeling Good(Temps Record, 2012)[1]
3. Live at Jamboree - Barcelona (Swit Records, 2013)
4. Motis Chamorro Big Band (Jazz to Jazz, 2014)
5. Live at Casa Fuster (Jazz to Jazz, 2014)
6. Live at Palau de la Música amb l'Orquestra Simfònica del Vallès (Jazz to Jazz, 2015)

## Samenwerkingen
- "Coses que es diuen però que no es fan"  NewCat (2014)

- Biblioteca Nacional de España: XX5155431
- Bibliothèque nationale de France: cb17124229z (data)
- Catàleg d'autoritats de noms i títols de Catalunya: 981058525985806706
- Gemeinsame Normdatei: 1128441128
- International Standard Name Identifier: 0000 0003 6106 8044
- Library of Congress Control Number: no2023134683
- MusicBrainz: 572a2e29-9f60-4b88-926f-69a299dd1b1f
- Réseau des bibliothèques de Suisse occidentale: 02-A028112313
- Système universitaire de documentation: 244074070
- Virtual International Authority File: 220882332
- WorldCat: E39PBJrwXkgX9mfc3FDXFMYHG3